# Argentin labdarúgó-szövetség

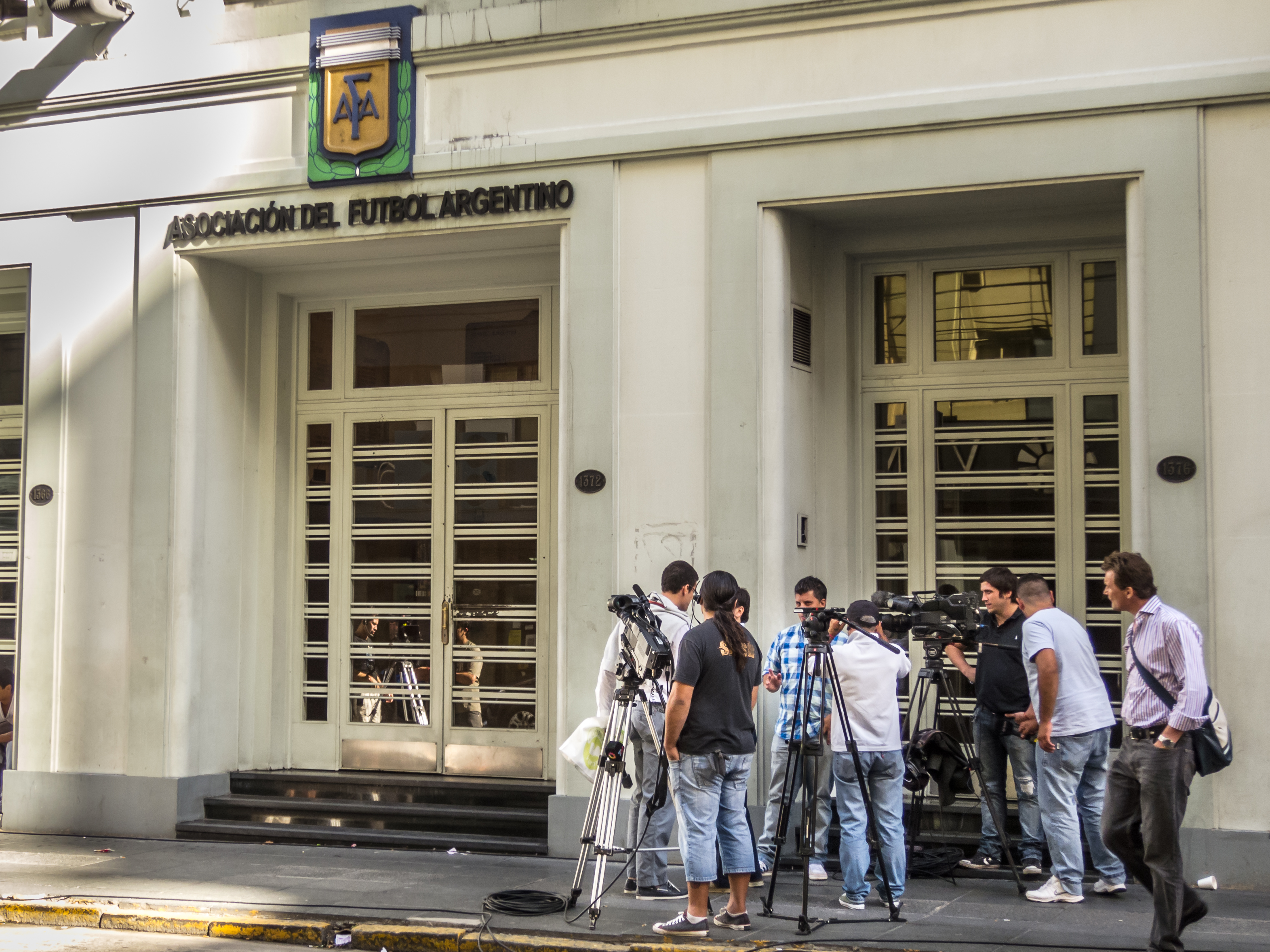

Az Argentin labdarúgó-szövetség (AFA), spanyolul: Asociación del Fútbol Argentino az argentin labdarúgás vezető szervezete. Dél-Amerika első ilyen szervezete, a világ legrégibb labdarúgó-szövetségei közé tartozik: 1893. február 21-én alapították The Argentine Association Football League angol néven. Neve előbb 1903-ban változott Argentine Football Association-re, majd 1934. november 3-án kapta ma is használt, spanyol elnevezését. Ebben az évben lett a FIFA, négy évvel később a CONMEBOL tagja, utóbbi alapítóként.
A szövetség szervezi az argentin labdarúgó-bajnokságot, valamint az argentin kupát. Működteti az argentin labdarúgó-válogatottat, valamint az argentin női labdarúgó-válogatottat. Székhelye Buenos Airesben található.

## Külső hivatkozások
- Hivatalos honlap